# Gundam Ace
Gundam Ace (ガンダムエース Gandamu Ēsu?) es una revista publicada por la editorial Kadokawa Shoten, que pertenece a la rama de las revistas Ace (Beans Ace, Shōnen Ace). La revista publica (como indica su nombre) todo lo relacionado con las series Gundam.
- Datos: Q603376